# Vincenzo Grassi
Vincenzo Grassi (ur. 17 listopada 1938 w Marano di Napoli) – włoski zapaśnik walczący w stylu wolnym. Trzykrotny olimpijczyk. Piąty w Meksyku 1968; odpadł w eliminacjach w Tokio 1964 i Monachium 1972. Walczył w kategorii do 52 kg.
Czwarty na mistrzostwach świata w 1962. Czwarty na mistrzostwach Europy w 1970 i 1972. Złoty medalista igrzysk śródziemnomorskich w 1963 i 1967; srebrny w 1971 roku.